# باربارا کاسن
باربارا کاسن (فرانسوی: Barbara Cassin‎؛ زادهٔ ۲۴ اکتبر ۱۹۴۷) فیلسوف اهل فرانسه است.
او در ۴ مه ۲۰۱۸ به عنوان عضو فرهنگستان فرانسه انتخاب شد.
وی همچنین برندهٔ جوایزی همچون لژیون دونور (شوالیه) شده‌است.